# Lukas Kampa
Lukas Immanuel Kampa (Bochum, 29 novembre 1986) è un pallavolista tedesco, palleggiatore del Trefl Gdańsk.

## Biografia
Suo padre è l'ex pallavolista Ulrich Kampa, nazionale tedesco.

## Carriera
La carriera di Lukas Kampa inizia nella squadra della sua città, il Telstar Bochum. Successivamente gioca in diverse squadre tedesche, prima di ottenere alcuni importanti successi con il Friedrichshafen: vince infatti due campionati; in questo periodo ottiene le prime convocazioni nella nazionale tedesca.
Dopo una stagione nella squadra del fratello David, il Bottrop 90, si trasferisce nel massimo campionato italiano, dove gioca per un'annata nella Pallavolo Piacenza. Nella stagione 2012-13 si trasferisce nella Superliga russo, dove veste in un anno le maglie del Belogor'e, con cui vince la Coppa di Russia, e della Lokomotyv Charkiv. Al termine di questa esperienza torna in Italia, alla Pallavolo Modena; con la nazionale vince la medaglia di bronzo al campionato mondiale 2014.
Nella stagione 2014-15 va a giocare nella Polska Liga Siatkówki polacca con lo Czarni Radom, dove resta per due annate; si aggiudica, con la nazionale, l'oro ai I Giochi europei. Resta nella stessa divisione anche per la stagione 2016-17, accasandosi allo Jastrzębski Węgiel; con la nazionale conquista la medaglia d'argento al campionato europeo 2017.

## Palmarès

### Club
- Campionato tedesco: 2

2008-09, 2009-10
- Campionato ucraino: 1

2012-13
- Campionato polacco: 1

2020-21
- Coppa di Russia: 1

2013

### Nazionale (competizioni minori)
- Giochi europei 2015

### Premi individuali
- 2014 - Campionato mondiale: Miglior palleggiatore
- 2015 - Pallavolista maschile tedesco dell'anno
- 2017 - Pallavolista maschile tedesco dell'anno
- 2018 - Pallavolista maschile tedesco dell'anno
- 2020 - Qualificazioni europee ai Giochi della XXXII Olimpiade: Miglior palleggiatore
- 2020 - Pallavolista maschile tedesco dell'anno